# Comté de Sumter (Alabama)
Pour les articles homonymes, voir Comté de Sumter.
Le comté de Sumter est un comté des États-Unis, situé dans l'État de l'Alabama.

## Démographie
| 1840   | 1850   | 1860   | 1870   | 1880   | 1890   | 1900   | 1910   |
| ------ | ------ | ------ | ------ | ------ | ------ | ------ | ------ |
| 29 937 | 22 250 | 24 035 | 24 109 | 28 728 | 29 574 | 32 710 | 28 699 |

| 1920   | 1930   | 1940   | 1950   | 1960   | 1970   | 1980   | 1990   |
| ------ | ------ | ------ | ------ | ------ | ------ | ------ | ------ |
| 25 569 | 26 929 | 27 321 | 23 610 | 20 041 | 16 974 | 16 908 | 16 174 |

| 2000   | 2010   | - | - | - | - | - | - |
| ------ | ------ | - | - | - | - | - | - |
| 14 798 | 13 763 | - | - | - | - | - | - |

### Comtés limitrophes
| Comté de Noxubee (Mississippi)    | Comté de Pickens | Comté de Greene  |
| Comté de Kemper (Mississippi)     | Comté de Sumter  | Comté de Greene  |
| Comté de Lauderdale (Mississippi) | Comté de Choctaw | Comté de Marengo |